# Тахева
Та́хева (эст. Taheva) — деревня в волости Валга уезда Валгамаа, Эстония.  
До реформы местных самоуправлений Эстонии 2017 года входила в состав волости Тахева.

## География и описание
Расположена на юге Эстонии, в окрестностях шоссе Валга—Выру, в 22 километрах к юго-востоку от уездного центра — города Валга. Расстояние до волостного центра — города Отепя — 49 километров. Высота над уровнем моря — 102 метра.
На территории деревни находятся несколько небольших озёр: Алумати, Рийдъярв, Эссемяэ Линнаярв и др. В границах деревни расположена часть озера Лаанеметса Савиярв.
Климат умеренный. Официальный язык — эстонский. Почтовый индекс — 68016.

## Население
По данным переписи населения 2021 года, в Тахева насчитывалось 58 жителей, из них 47 (81,0 %) — эстонцы.
По состоянию на 1 января 2020 года в деревне насчитывалось 62 жителя: 28 женщин и 34 мужчины; 37 человек трудоспособного возраста (15–64 года), 2 ребёнка в возрасте до 15 лет и 23 человека пенсионного возраста (65 лет и старше).
По данным переписи населения 2011 года, в деревне проживали 73 человека, из них 64 (87,7 %) — эстонцы]].
Численность населения деревни Тахева по данным переписей населения:
| Год  | 1959 | 1970  | 1979  | 1989  | 2000  | 2011 | 2021 |
| ---- | ---- | ----- | ----- | ----- | ----- | ---- | ---- |
| Чел. | 322  | ↘ 304 | ↘ 235 | ↘ 174 | ↘ 108 | ↘ 73 | ↘ 58 |

* Поселение Тахева (эст. Taheva asundus) и промпосёлок Тахева (эст. Taheva asund) вместе.

## История
В письменных источниках 1541 года упоминается Tayewes, 1551 года — Tayuen, Tayues, 1564 года — Таговесь, 1582 года — Thaiwenkul, 1627 года — Taywa, 1688 года — Taiwola, Taiwula, 1711 года — Taiwala.
В XVII веке была основана мыза Тайвола) (нем. Taiwola, Тахева, эст. Taheva mõis. Населённый пункт на территории современной деревни Тахева ранее назывался Каарамыйза (эст. Kaaramõisa), нынешнее название закрепилось за ним в XX веке по железнодорожной станции, в свою очередь получившей своё имя от мызы Тайвола (Тахева). Историческая деревня Тахева соответствует современным деревням Харгла и Сооблазе.
В 1920-х годах, после национализации мызы, на её землях возникло поселение Тахева. В бывшем главном здании мызы Тахева (1908 год, архитектор Аугуст Рейнберг) с 1926 года работал детский туберкулёзный санаторий. Представительный двухэтажный особняк к стиле необарокко был разрушен в 1944 году, во время Второй мировой войны.
Через деревню проходила железная дорога Валга—Мынисте—Апе—Алуксне—Гулбене, и работала железнодорожная станция Тахева (закрыта в 1970 году). После Второй мировой войны у железнодорожной станции Тахева образовался промышленный посёлок Тахева, и, таким образом, в Тахеваском сельсовете Валгаского района сначала было два населённых пункта под названием Тахева. В 1975 году в селении проживали 122 человека, в посёлке — 197. Селение находилось к северо-западу от устья реки Мустйыги, промпосёлок — в 3 километрах к северу от него.
В промпосёлке находился центр Тахеваского лесничества и лесопункт Выруского деревообрабатывающего комбината, работало почтовое отделение Лаанеметса. Деревня Тахева была создана в 1975 году из промпосёлка и деревни Матимяэ. В том же году селение Тахева было объединено с деревней Тсиргумяэ, и согласно этому земли бывшей мызы Тайвола (Тахева) в настоящее время находятся на территории деревни Тсиргумяэ.

## Комментарии
1. ↑  Эстонские топонимы, оканчивающиеся на -а, не склоняются и не имеют женского рода (исключение — Нарва)[6].